# Blu Yazmine
Blu Yazmine è una casa di produzione televisiva italiana fondata nel 2020 dall'ex direttrice di Rai 2, Ilaria Dallatana, e da Francesca Canetta e Carlo Bergamo. Dal 2023 è parte del gruppo Eagle Pictures.

## Programmi

### Reality
- Supernanny (Nove)
- La caserma (Rai 2)
- Back To School (Italia 1)
- Quelle brave ragazze (Sky Uno)
- Chi vuole sposare mia mamma? (TV8)
- Nudi per la vita (Rai 2)
- Confusi (RaiPlay)
- Casa a prima vista (Real Time)
- Le stagioni dell'amore (Rai 1)

### Game e Adventure Game
- Game of Games - Gioco Loco (Rai 2)
- The Floor - Ne rimarrà solo uno (Rai 2)
- D'amore e d'accordo (Real Time)
- Cash or Trash - Chi offre di più? (Nove)
- Red Carpet - Vip al tappeto (Prime Video)
- Money Road (TV8 - Sky Uno - Now TV)

### Talent / Reality Show
- Tailor Made - Chi ha la stoffa? (Real Time)

### Varietà
- Canzone segreta (Rai 1)
- Benedetta Primavera (Rai 1)
- Il giovane Old (RaiPlay)
- Colpo di luna (Rai 1)

### Rotocalco
- Sette storie (Rai 1)